# Chapelle-Vallon
Chapelle-Vallon ist eine französische Gemeinde mit 232 Einwohnern (Stand 1. Januar 2022) im Département Aube in der Region Grand Est (vor 2016 Champagne-Ardenne); sie gehört zum Arrondissement Nogent-sur-Seine und zum Kanton Creney-près-Troyes.

## Geographie
Chapelle-Vallon liegt etwa fünfzehn Kilometer nordnordwestlich von Troyes. Umgeben wird Chapelle-Vallon von den Nachbargemeinden Les Grandes-Chapelles im Norden, Voué im Nordosten, Montsuzain im Osten, Aubeterre im Osten und Südosten, Mergey im Süden und Südwesten, Villacerf im Südwesten, Chauchigny im Westen sowie Rilly-Sainte-Syre im Westen und Nordwesten. 

## Bevölkerungsentwicklung
| Jahr                       | 1962 | 1968 | 1975 | 1982 | 1990 | 1999 | 2006 | 2011 | 2019 |
| Einwohner                  | 165  | 176  | 165  | 162  | 186  | 196  | 191  | 237  | 245  |
| Quellen: Cassini und INSEE |      |      |      |      |      |      |      |      |      |

## Sehenswürdigkeiten
- Kirche Saint-Pierre-ès-Liens aus dem 12. Jahrhundert, Monument historique seit 1987

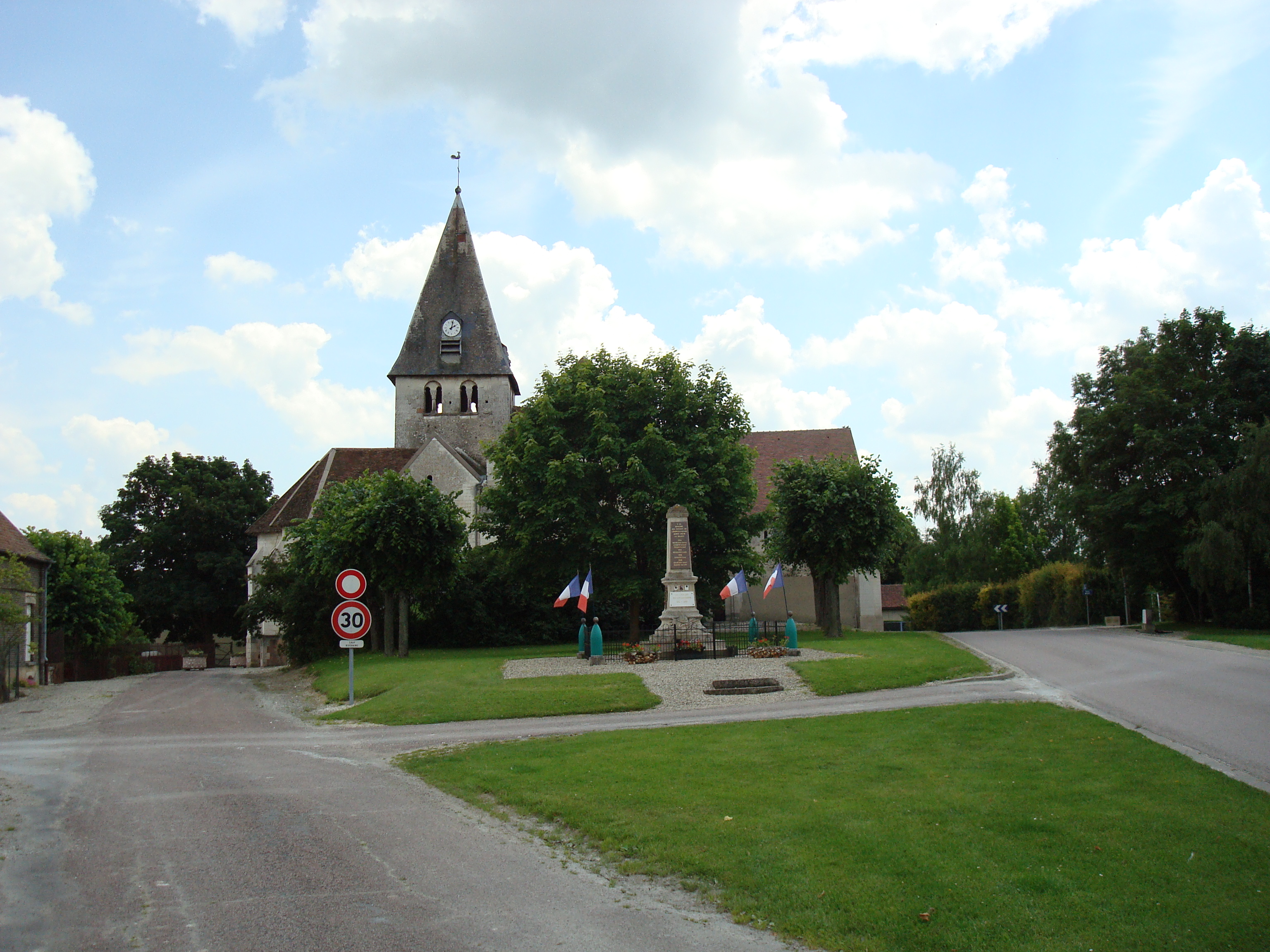
Kirche Saint-Pierre-ès-Liens